# Asmodeus

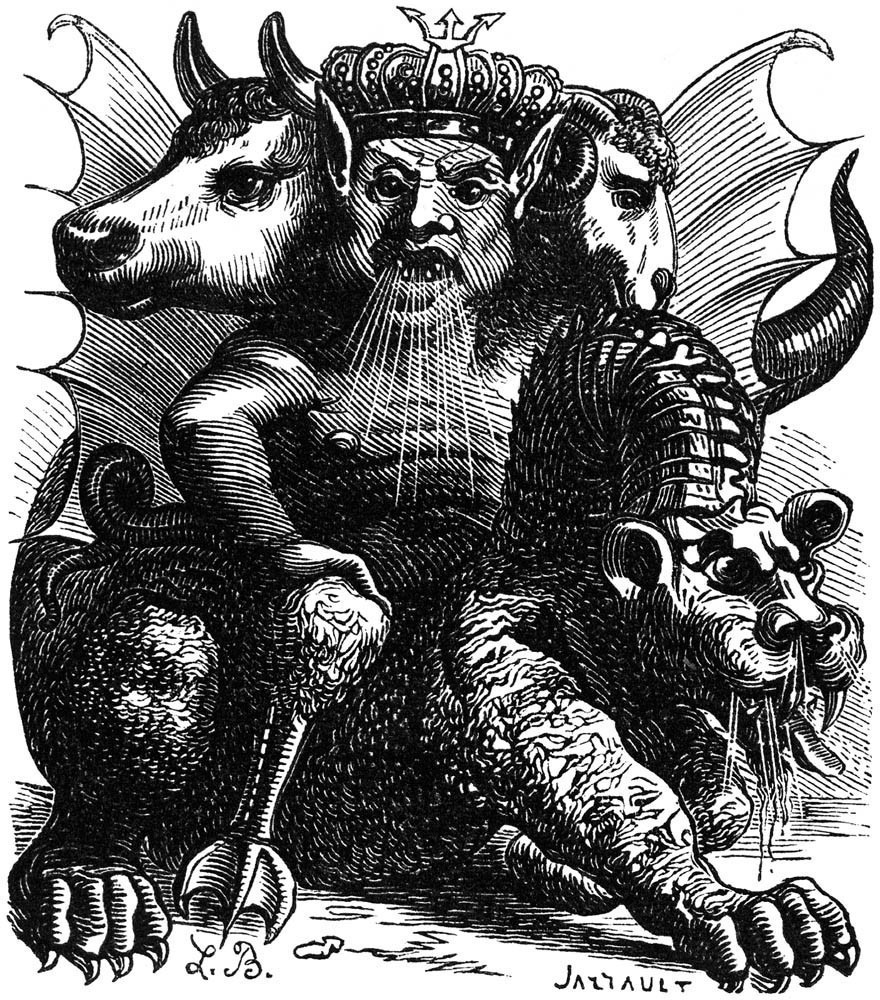
Asmodeus avbildad i Collin de Plancy's Dictionnaire Infernal.

Asmodeus (avestiska: Aēshma-daēva, grekiska: Ἀσμοδαῖος, Asmodaîos, latin: Asmodæus) eller Ashmedai (hebreiska: אַשְמְדּאָי, ʾAšmədʾāy) är en persisk vredesande, och inom judendom och kristendom en djävul av vrede och vällust (även stundom som en demon, som enligt legenden hjälpte Salomo att bygga templet).
Namnet Aēshma förekommer första gången i Zarathustras Gatha där begreppet syftar på en mänsklig tankeform, relaterad till vrede.
Asmodeus nämns även i Tobit 3:8, där han är en demon som dödar alla Saras sju män. Han framställs vanligtvis som anden som skapar osämja mellan äkta makar.